# Бекім Баляй
Бекім Баляй (алб. Bekim Balaj, нар. 11 січня 1991, Шкодер) — албанський футболіст, нападник «Влазнії» і національної збірної Албанії..

## Клубна кар'єра
Народився 11 січня 1991 року в місті Шкодер. Вихованець футбольної школи клубу «Влазнія». Дорослу футбольну кар'єру розпочав 2007 року в основній команді того ж клубу, в якій провів три сезони, взявши участь у 38 матчах чемпіонату. За цей час виборов титул володаря Кубка Албанії.
Згодом з 2010 по 2012 рік грав у складі команд клубів «Генчлербірлігі» та «Тирана».
Своєю грою за останню команду привернув увагу представників тренерського штабу клубу «Спарта» (Прага), до складу якого приєднався 2012 року. Відіграв за празьку команду наступний сезон своєї ігрової кар'єри.
Протягом 2013—2014 років грав у Польщі, де захищав на умовах оренди кольори команди клубу «Ягеллонія».
У 2014 році уклав контракт з клубом «Славія», у складі якого провів наступний рік своєї кар'єри гравця. 
До складу клубу «Рієка» приєднався 2015 року. Відтоді встиг відіграти за команду з Рієки 45 матчів в національному чемпіонаті.

## Виступи за збірні
У 2008 році дебютував у складі юнацької збірної Албанії, взяв участь у 6 іграх на юнацькому рівні, відзначившись 3 забитими голами.
Протягом 2009–2010 років залучався до складу молодіжної збірної Албанії. На молодіжному рівні зіграв у 13 офіційних матчах, забив 4 голи.
У 2012 році дебютував в офіційних матчах у складі національної збірної Албанії. Наразі провів у формі головної команди країни 13 матчів, забивши 1 гол.
| Дата       | Місто    | Господарі  | Результат | Гості      | Турнір            | Голи | Примітки |
| ---------- | -------- | ---------- | --------- | ---------- | ----------------- | ---- | -------- |
| 14-11-2012 | Тирана   | Албанія    | 0 – 0     | Камерун    | товариський матч  | -    | 78'      |
| 6-2-2013   | Тирана   | Албанія    | 1 – 2     | Грузія     | товариський матч  | -    | 66'      |
| 15-10-2013 | Кіпр     | Кіпр       | 0 – 0     | Албанія    | Відбір до ЧС 2014 | -    | 87'      |
| 15-11-2013 | Анталья  | Албанія    | 0 – 0     | Білорусь   | товариський матч  | -    | 70'      |
| 7-9-2014   | Авейру   | Португалія | 0 – 1     | Албанія    | Відбір до ЧЄ 2016 | 1    | 82'      |
| 11-10-2014 | Ельбасан | Албанія    | 1 – 1     | Данія      | Відбір до ЧЄ 2016 | -    | 69'      |
| 14-10-2014 | Белград  | Сербія     | 0 – 3     | Албанія    | Відбір до ЧЄ 2016 | -    |          |
| 14-11-2014 | Ренн     | Франція    | 1 – 1     | Албанія    | товариський матч  | -    | 93'      |
| 18-11-2014 | Генуя    | Італія     | 1 – 0     | Албанія    | товариський матч  | -    | 86'      |
| 13-6-2015  | Ельбасан | Албанія    | 1 – 0     | Франція    | товариський матч  | -    | 80'      |
| 7-9-2015   | Ельбасан | Албанія    | 0 – 1     | Португалія | Відбір до ЧЄ 2016 | -    | 86'      |
| 8-10-2015  | Ельбасан | Албанія    | 0 – 2     | Сербія     | Відбір до ЧЄ 2016 | -    | 68'      |
| 26-3-2016  | Відень   | Австрія    | 2 – 1     | Албанія    | товариський матч  | -    | 46'      |
| Усього     |          | Матчів     | 13        |            | Голів             | 1    |          |

## Титули і досягнення

### Командні
- Володар Кубка Албанії (3):

«Влазнія»: 2007–08
«Тирана»: 2010–11, 2011–12
- Володар Суперкубка Албанії (1):

«Тирана»: 2011

### Індивідуальні
- Найкращий бомбардир чемпіонату Албанії (2): 2023–24, 2024–25[1]